# Campionato europeo maschile under 19 di calcio 2020
Il campionato europeo di calcio Under-19 2020 sarebbe stata la 68ª edizione del torneo organizzato dalla UEFA. Il torneo, organizzato in Irlanda del Nord per i soli giocatori nati dopo il 1º gennaio 2001, è stato dapprima rinviato e poi annullato a causa della pandemia COVID-19. La UEFA aveva ufficializzato la scelta dell'Irlanda del Nord come paese ospitante di questa edizione del torneo il 9 dicembre 2016. Il torneo avrebbe dovuto decretare i paesi UEFA qualificati al Mondiale Under-20. Dopo la cancellazione dell'edizione del torneo, la UEFA ha nominato i cinque paesi qualificati al successivo Mondiale Under-20 (Italia, Inghilterra, Francia, Paesi Bassi e Portogallo), utilizzando come criterio di selezione il Coefficiente UEFA.
Anche l'edizione del 2021 è stata cancellata a causa della pandemia di COVID-19.

## Stadi
| Città     | Stadio                | Capacità |
| --------- | --------------------- | -------- |
| Belfast   | Windsor Park          | 18 614   |
| Ballymena | Ballymena Showgrounds | 3 600    |
| Portadown | Shamrock Park         | 2 770    |
| Lurgan    | Mourneview Park       | 4 160    |

## Rinvii e cancellazione del torneo
Era inizialmente previsto che la fase finale del torneo si disputasse dal 19 luglio al 1º agosto 2020. Il 1º aprile 2020 la UEFA, considerato l'evolversi della pandemia di COVID-19 nel continente europeo, ha disposto il rinvio a data da destinarsi della fase finale della competizione. Il 17 giugno 2020 la UEFA ha riprogrammato l'evento, prevedendo uno svolgimento del torneo in due fasi: la fase a gironi, da giocarsi dal 7 al 14 ottobre 2020, e la fase ad eliminazione diretta, da giocarsi dall'11 al 14 novembre 2020. Il 13 agosto 2020, sentite le federazioni affiliate, la UEFA ha disposto un ulteriore rinvio della competizione, prevedendo lo svolgimento della fase a gironi nel novembre 2020 e l'eliminazione diretta nel marzo 2021. In seguito agli ulteriori sviluppi della pandemia, il 20 ottobre 2020 la UEFA ha statuito la definitiva cancellazione dell'edizione del torneo.